# Нигал
Нигал (арм. Նիգալ) — гавар провинции Гугарк Великой Армении. На сегодняшний день территория исторического Нигала находится в границах Турции и приблизительно соответствует району Мургул (en) на севере ила Артвин.

## География
Гавар Нигал находился на северо-западе провинции Гугарк. На западе Нигал граничил с гаваром Мрит, на севере − с гаваром Мруг, на северо-востоке − с гаваром Шавшат, на востоке — с гаваром Кхарджк, а на юге − с гаваром Арсяц Пор.
Через территорию Нигала с северо-запада на юго-восток протекала река Чорох, образуя естественную юго-восточную границу Нигала.